# Zołotorieczensk
Zołotorieczensk (ros. Золотореченск) – osiedle typu miejskiego w Rosji, w Kraju Zabajkalskim, w rejonie ołowiannińskim. W 2010 liczyło 1442 mieszkańców.